# قلام خماسي الأزهار
القلام خماسي الأزهار (باللاتينية: Sarcocornia quinqueflora) نوع نباتي ينتمي إلى جنس القلام من الفصيلة القطيفية.

## الموئل والانتشار
موطنه المناطق الرطبة في أستراليا.

## الوصف النباتي
نبات عصاري.